# Montañas Haines
Las montañas Haines son una cadena montañosa cubierta de hielo que se orienta en dirección noroeste-sureste por unos 38 km y formando la pared suroeste del glaciar Hammond, en las cordilleras Ford de la Tierra de Marie Byrd, Antártica. Fueron descubiertas por la Expedición Antártica Byrd en 1934, y nombrados por William C. Haines, el meteorólogo de la Expedición Antártica Byrd 1928–30 y 1933–35.

## Cimas
- Pico Alexander
- Pico Buennagel